# La Rose de Noël
 (avril 2017).
Si vous disposez d'ouvrages ou d'articles de référence ou si vous connaissez des sites web de qualité traitant du thème abordé ici, merci de compléter l'article en donnant les références utiles à sa vérifiabilité et en les liant à la section « Notes et références ».
Pour l’article homonyme, voir Rose de Noël.
La Rose de Noël est un recueil de 14 nouvelles de René-Jean Clot publié en 1964 aux éditions Gallimard et ayant reçu le prix de la nouvelle. La plupart de ces nouvelles se situent dans des écoles de la banlieue parisienne à Suresnes ou Courbevoie. Elles concernent des instituteurs ou institutrices, directeurs ou directrices d'écoles, des élèves, parents ou grands-parents d'élèves.

## Synopsis
1. Le Visage hanté par l'assiette : Mlle Blaizot , 41 ans ,est institutrice dans une école de Suresnes. Elle se regarde souvent dans des glaces,se penche sur son passé  et essaye de retrouver l'assiette magique qu'elle a vue chez un antiquaire a Dinan lorsqu'elle avait 20 ans. L'assiette représentait un bateau  et un visage de jeune fille sur le quai qui semblait refléter son propre visage.
2. La Mère : une mère divorcée qui fabrique des chapeaux, s'inquiète auprès d'un professeur du travail en classe de son fils :Daniel Baudare.
3. Charles ou le Cortège : le narrateur,un instituteur, est seul et n'a pas d'amis, il suit l'enterrement d'un inconnu, Charles, et imagine que Charles était son ami. Le narrateur a rejoint le cortège  rue Jean-Jaurès à Puteaux, puis le cortège longe la Seine et se dirige vers le Pont de Neuilly. Ceux qui suivent le cortège semblent connaître le narrateur et chuchotent son nom : Pierre Morvan. Le narrateur se demande "qui était Charles" ?
4. La Famille nègre : un instituteur s'inquiète de savoir que la mère de l'un de ses élèves, Marchal, vit avec un nègre qui n'est pas le père de l'enfant, cela perturbe l'élève selon lui.
5. La Rose de Noël ou le Silence de Dieu : M. Bret est directeur d'école à Suresnes, il vient de prendre sa retraite est veuf et aime sa fille belle comme une "rose de Noël". Mais, laïc ,il est attristé en apprenant que sa fille qui prépare et réussit l'agrégation, s'est tournée vers la religion.
6. La Récitation : dans la classe de M. Dumet à Courbevoie, plusieurs élèves récitent des poèmes, Dumousseau a eu dix, un autre a eu sept, un cancre zéro,un élève huit...Mais l'instituteur est préoccupé par sa santé et tout en faisant réciter ses élèves il pense à l'assurance vie qu'il a souscrit au profit de sa femme. Il souffre d'un ulcère à l'estomac, c'est peut-être un cancer...
7. Les Cours du jeudi : un cordonnier propose une paire de chaussures a un instituteur s'il accepte des donner des cours le jeudi à son fils.
8. L'Enfant qui voulait être saint : le grand-père de Broussard Pierre expose à un instituteur tous les méfaits de l'enseignement laïque et vante les bienfaits de l'enseignement religieux. Puis la mère de l'enfant entre dans la classe et se plaint de l'influence de son père. L'instituteur dit qu'après tout l'enfant pourrait devenir prêtre.Mais la mère explique qu'il ne veut pas être prêtre mais  saint !
9. La Dormeuse : Le narrateur relate le récit que lui a rapporté son frère mort à Dunkerque en 1940 . Le frère du narrateur, représentant en lingerie fine ,se rend dans un hôtel du midi. Il y dort dans un lit ancien, une antiquité , et entend une respiration de femme à côté de lui, comme si le lit était hanté. Peut-être par le fantôme de Madame Roland qui a vécu dans cette maison au XVIIIe siècle ?
10. Le Piège à Jacquet : depuis que l'instituteur a laissé tombé par mégarde une photo de femme nue devant l'élève Georges Jacquet lors d'un cours sur l'imprimerie, l'élève sait que l'instituteur avait cette photo dans un tiroir de son bureau. Et maintenant tous les habitants de V. le savent et la carrière de l'enseignant est ruinée.
11. Un père : un père, Magner, n'admet pas que son fils qui a remis une copie blanche à l'instituteur ait eu un zéro. Le récit joue sur les mots intègre et intégrale. Le père "nous sommes une famille intégrale, Monsieur ! intègre-intègre ou intégrale, je m'en moque. Mais votre zéro je le refuse !".
12. Le Rêve ou les Dictées : lorsque l'instituteur s'apprête à corriger 39 dictées il est troublé par la beauté de Géraldine Justet la femme de ménage.
13. Le Ventre : Mme Mercadier s'adresse à l'instituteur de son fils en expliquant que son fils était à bonne école dans son ventre avant d'être à l'école de l'instituteur.
14. L'Avenir : lorsque l'instituteur se rend à la nouvelle poste, moderne, il est ébloui par la beauté d'une des employées qui est aussi la mère d'un de ses élèves. Elle s'inquiète de l'avenir de son fils qui a raté sa composition de calcul. L'instituteur la rassure : il est bon en rédaction et son avenir est assuré.